# Бриџет Џоунс: Луда за њим
Бриџет Џоунс: Луда за њим (енгл. Bridget Jones: Mad About the Boy) британска је романтична комедија из 2025. у режији Мајкла Мориса. Темељи се на истоименом роману ауторке Хелен Филдинг из 2013. Наставак је филма Беба Бриџет Џоунс (2016). Главне улоге тумаче Рене Зелвегер, Чуетел Еџиофор, Лео Вудол, Колин Ферт и Хју Грант.

## Радња
Бриџет је поново сама, удовица је већ четири године, јер је Марк убијен у хуманитарној мисији у Судану. Она је сада самохрана мајка деветогодишњег Билија и четворогодишње Мејбл и заглављена је у емоционалном вртлогу, одгајајући своју децу уз помоћ својих оданих пријатеља, па чак и свог бившег љубавника Данијела Кливера.

## Улоге
| Глумац         | Улога          |
| -------------- | -------------- |
| Рене Зелвегер  | Бриџет Џоунс   |
| Хју Грант      | Данијел Кливер |
| Чуетел Еџиофор | Скот Волакер   |
| Лео Вудол      | Рокстер        |
| Колин Ферт     | Марк Дарси     |
| Џим Бродбент   | Колин Џоунс    |
| Џема Џоунс     | Памела Џоунс   |
| Ајла Фишер     | Ребека         |